# 치커리
치커리(chicory, 학명: Cichorium intybus 키코리움 인티부스[*])는 국화과의 여러해살이풀이다.

## 분포
아시아 (레바논, 시리아, 아르메니아, 아제르바이잔, 아프가니스탄, 요르단, 우즈베키스탄, 이라크, 이란, 인도, 조지아, 카자흐스탄, 키르기스스탄, 키프로스, 타지키스탄, 터키, 투르크메니스탄, 파키스탄), 아프리카 (튀니지), 유럽 (그리스, 네덜란드, 덴마크, 독일, 라트비아, 러시아, 루마니아, 리투아니아, 마케도니아, 몬테네그로, 벨기에, 보스니아 헤르체고비나, 세르비아, 스웨덴, 스위스, 스페인, 슬로바키아, 슬로베니아, 알바니아, 에스토니아, 영국, 오스트리아, 우크라이나, 이탈리아, 체코, 크로아티아, 폴란드, 프랑스, 헝가리) 지역이 원산이다.

## 쓰임새
연하고 흰 싹은 샐러드에 쓰고, 뿌리는 커피의 혼합물로 쓴다.

## 사진 갤러리

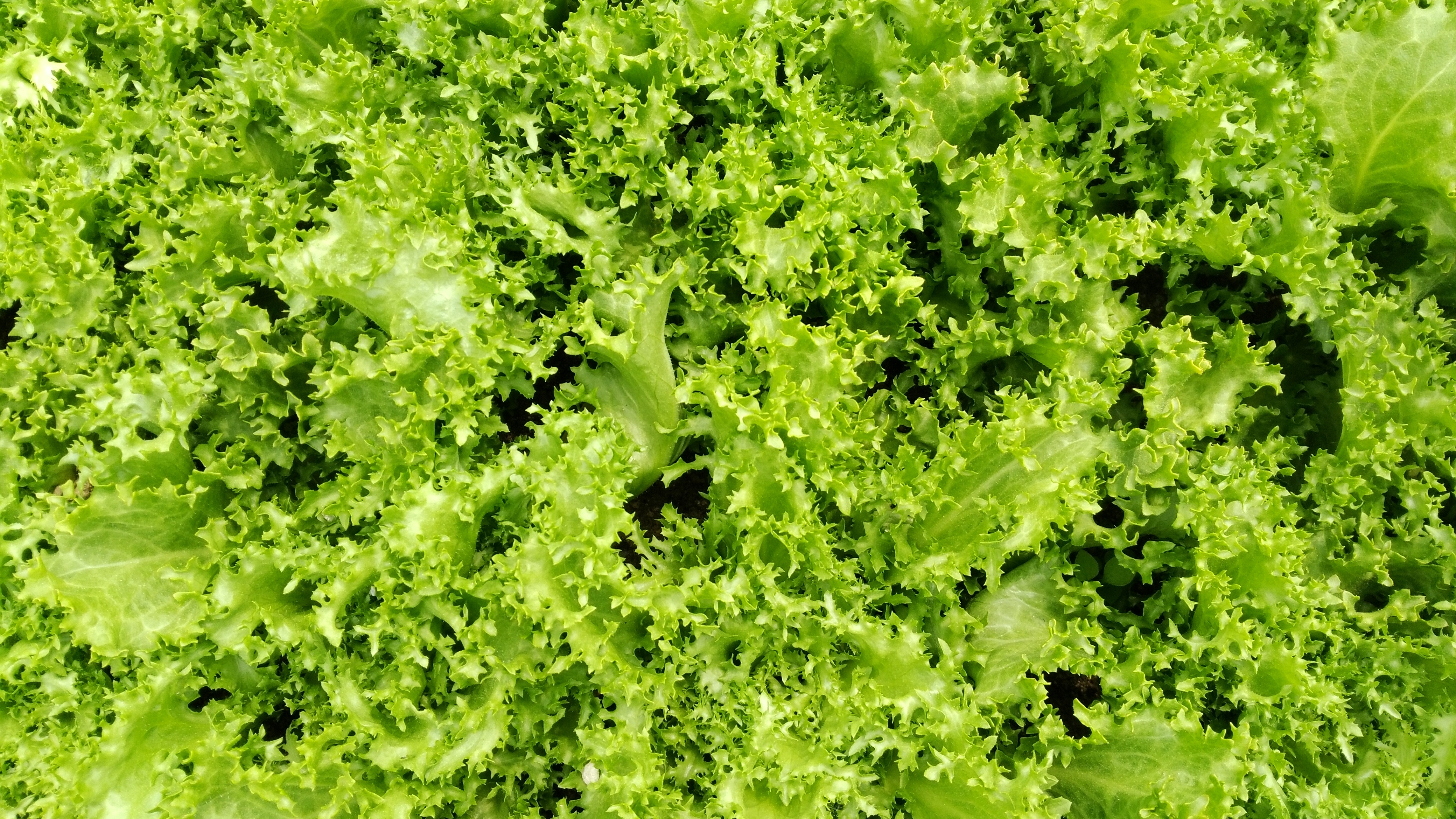
잎
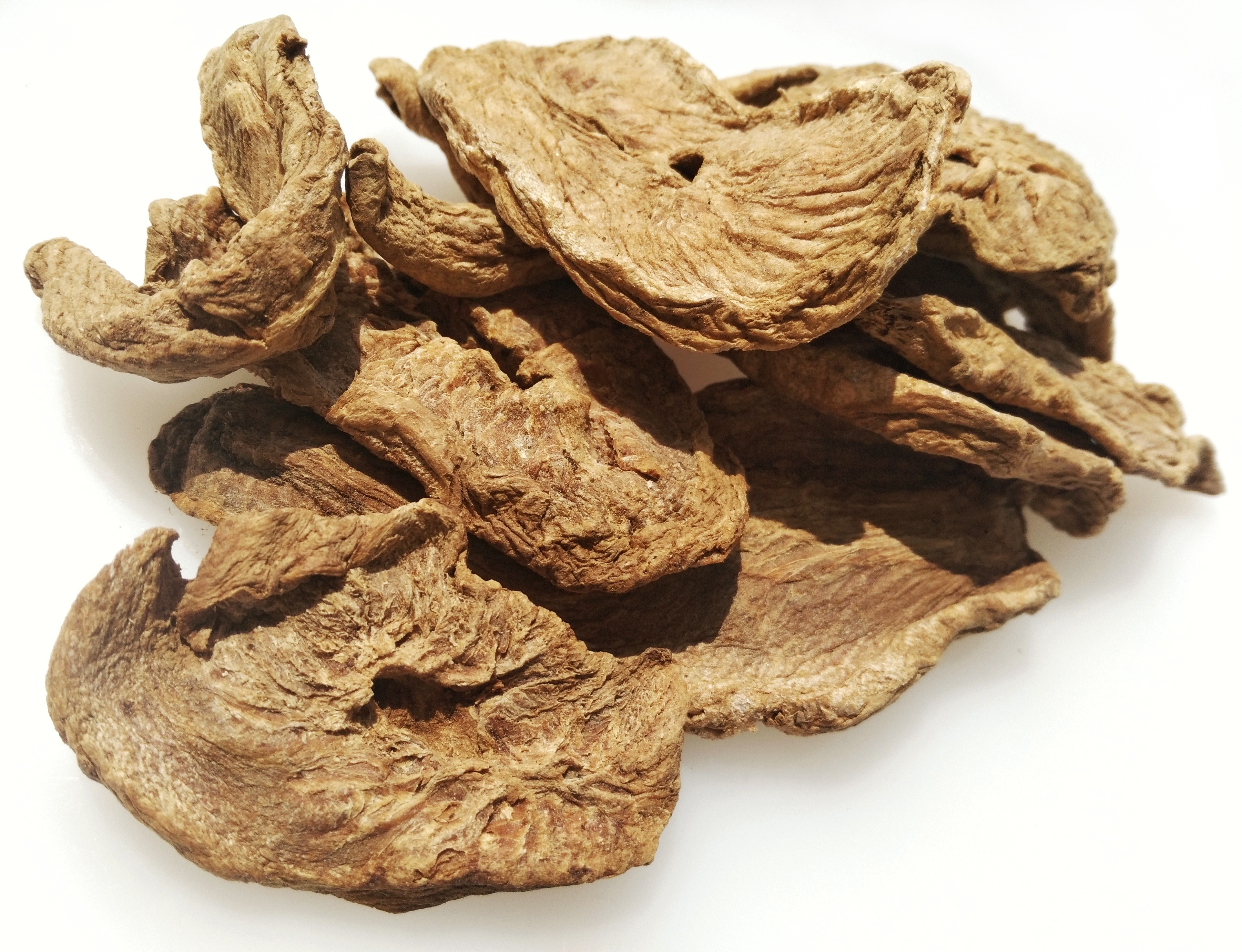
말린 뿌리
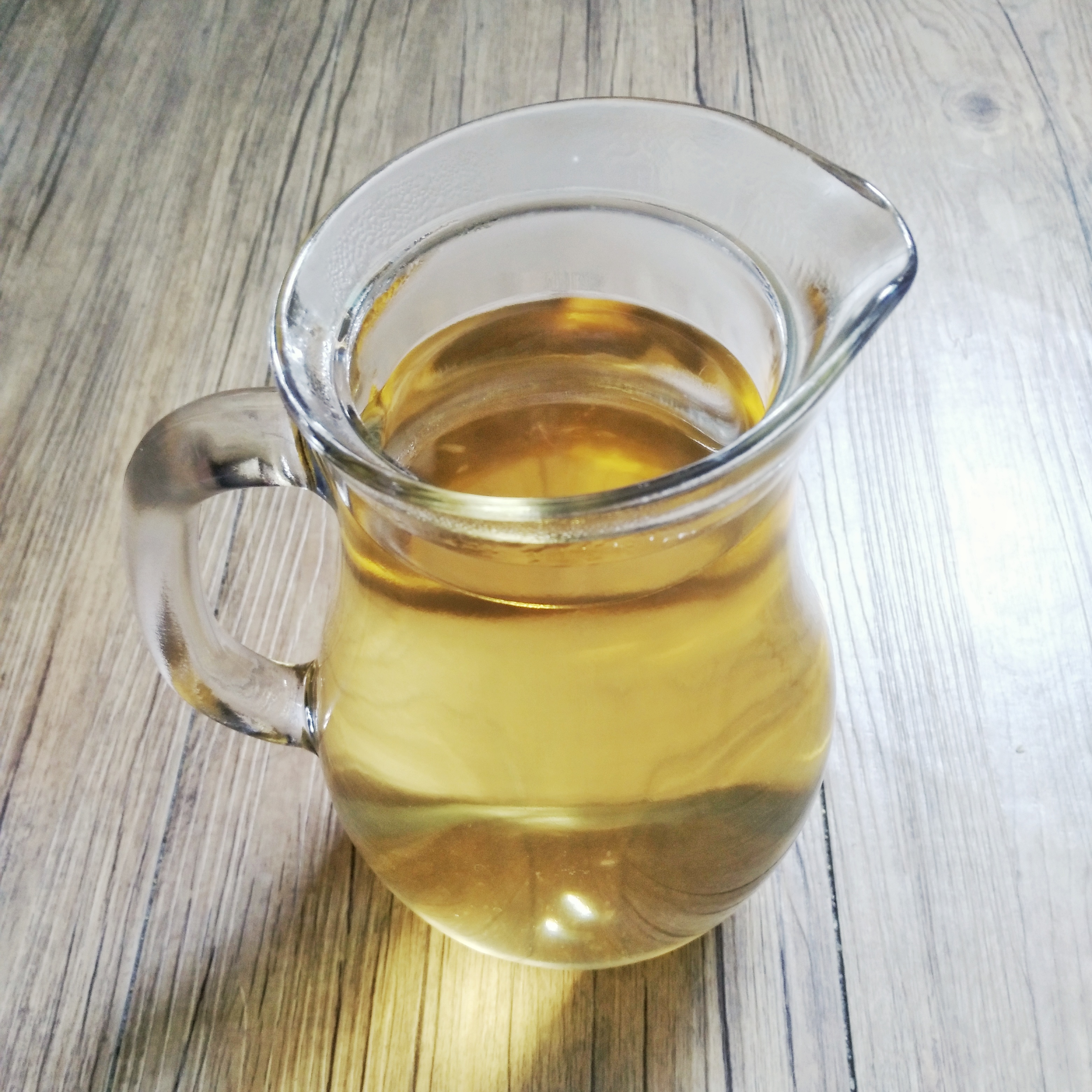
한국 치커리차

## 같이 보기
- 꽃상추
- 라디키오